# Areòmetre
|  | No s'ha de confondre amb aeròmetre. |

Un areòmetre és un aparell de mesura dissenyat per a determinar densitats de líquids o les concentracions de mescles a partir del principi d'Arquimedes.
Areòmetre és un mot compost de areo-, forma prefixada del mot grec araiós, "lleuger" i de -metre, forma sufixada del mot grec métron, "mesura".

## Disseny i funcionament
Els aeròmetres es fabriquen en vidre i consten de dues parts diferenciades. La part inferior és un tub cilíndric, de diàmetre gros, que tanca al seu interior un volum d'aire que permet que l'areòmetre suri pel principi d'Arquimedes. A la seva part inferior, a vegades separat per una estrangulació del tub, hi ha un llast d'un material dens (granalla de plom o mercuri) que fa que el centre de gravetat de l'areòmetre estigui situat a la part inferior, per sota del centre d'empenyiment situat més o manco al mig del tub inferior. D'aquesta manera s'aconsegueix que l'areòmetre es mantengui en posició vertical quan es troba submergit dins del líquid problema. Sovint dins aquesta part més ample hi ha un petit termòmetre, ja que els areòmetres només donen lectures correctes a la temperatura a la qual estan calibrats. En cas de no realitzar-se la lectura a la temperatura idònia es pot fer una correcció a partir de taules específiques.
La part superior de l'areòmetre és una tija formada per un tub de vidre de petit diàmetre i d'una certa llargària que permet posar-hi al seu interior una escala graduada. L'escala depèn del tipus de concentració que hagi de mesurar-se. Aquesta escala es gradua a partir de dissolucions patrons de les dissolucions o líquids amb les quals s'emprarà l'areòmetre i a una temperatura determinada. La densitat de les dissolucions depèn de les seves concentracions i la força d'empenyiment per amunt és directament proporcional a la densitat. Per la qual cosa aquesta tija estarà més o menys submergida depenent de la densitat. La lectura es fa observant la marca de l'escala que queda en el nivell superior del líquid.

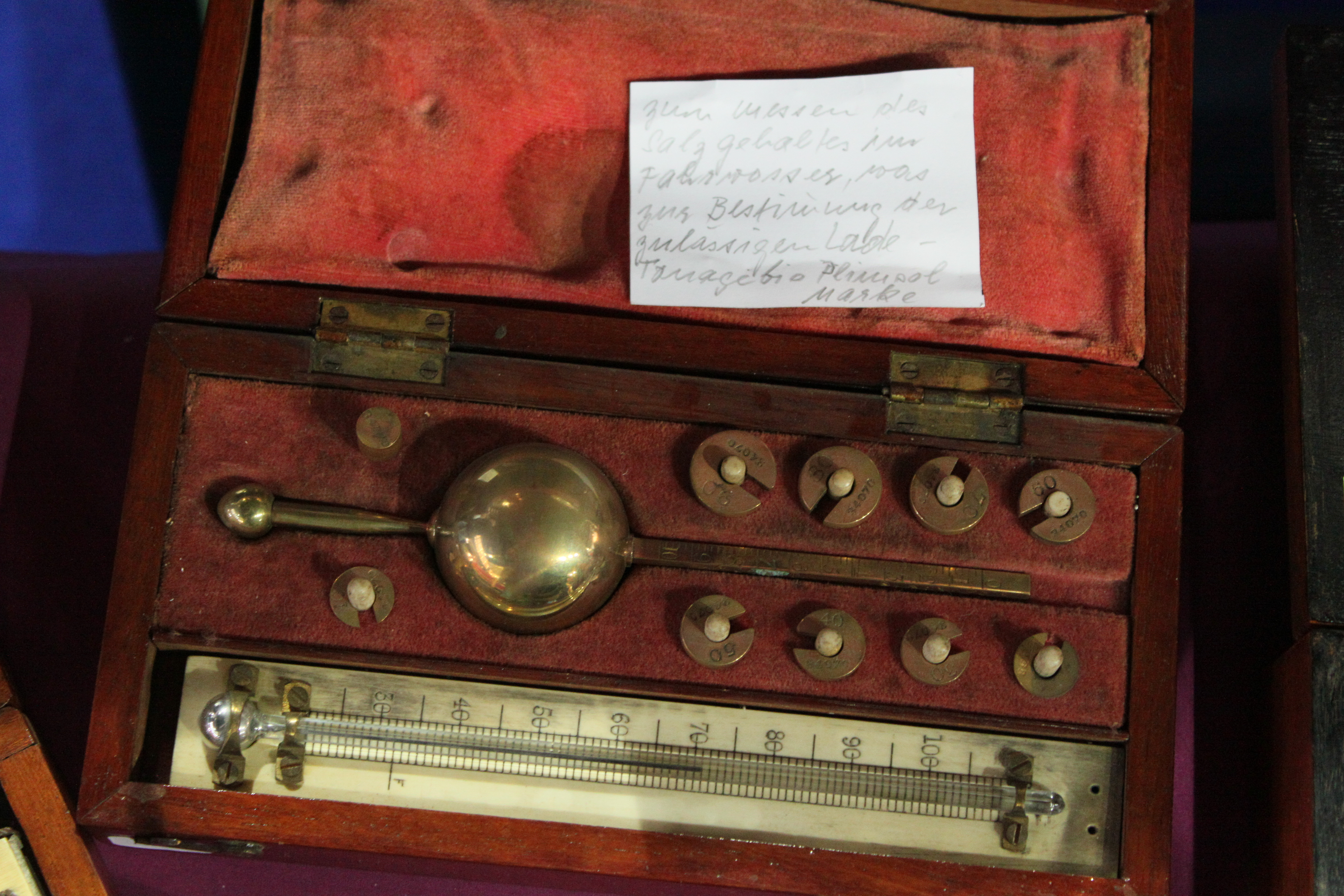
Areòmetre de volum constant desmuntat en dues parts i amb els pesos emprats per mantenir-lo submergit

Els areòmetres que hom ha descrit s'anomenen de pes constant i són els més usuals. Tanmateix també se'n han dissenyat d'un altre tipus, anomenats de volum constant, molt poc usuals, en els quals el volum submergit és constant però el pes pot augmentar-se o disminuir-se mitjançant uns pesos.
Els areòmetres permeten una lectura molt ràpida, pràcticament instantània, de les concentracions de molts de tipus de dissolucions d'interès industrial si bé la seva precisió és baixa. El líquid problema habitualment es posa dins d'una proveta i s'hi submergeix l'areòmetre. En equilibrar-se aquest ja es pot fer la lectura. Per augmentar la precisió s'empren diferents areòmetres cadascun calibrat dins d'un cert interval de concentracions.

## Tipus i aplicacions
Els areòmetres s'empren en molts de camps de la indústria: en les d'elaboració del vi, cervesa, sidra; en les destil·leries; en la producció de licors; en la indústria del sucre; en la de la llet; en la del petroli; en les salines, etc.
El disseny dels areòmetres depèn del tipus de líquid del qual se'n vol determinar la seva densitat o la seva concentració, si és una dissolució, i tenen diferents noms:
- Alcoholímetre, emprat per a determinar el grau alcohòlic d'un vi.
- Areòmetre de Baumé, graduat amb l'escala Baumé permet avaluar la concentració de qualsevol dissolució.
- Densímetre, utilitzat per a determinar densitats de líquids.
- Mostímetre, dissenyat per a determinar a partir de la concentració de sucres (glucosa i fructosa) en un most el grau alcohòlic de la beguda alcohòlica després de la fermentació.
- Lactòmetre, usat per a determinar la concentració de sucres de la llet.
- Oleòmetre, emprat per a determinar les densitat dels olis.
- Sacaròmetre, dissenyat per a determinar la concentració de sacarosa en un xarop o dissolució.
- Salímetre, dissenyat per a determinar la concentració de sal en les salmorres.
- Urinòmetre, emprat per a determinar la densitat de l'orina.